# Kutovi
Kutovi je naselje u Republici Hrvatskoj, u sastavu Općine Zdenci, Virovitičko-podravska županija. 

## Stanovništvo
Prema popisu stanovništva iz 2001. godine, naselje je imalo 215 stanovnika te 78 obiteljskih kućanstava.
| broj stanovnika | 422   | 451   | 543   | 551   | 481   | 660   | 636   | 718   | 632   | 650   | 584   | 385   | 289   | 261   | 215   | 176   | 114   |
|                 | 1857. | 1869. | 1880. | 1890. | 1900. | 1910. | 1921. | 1931. | 1948. | 1953. | 1961. | 1971. | 1981. | 1991. | 2001. | 2011. | 2021. |

## Poznate osobe
Iz Kutova je poznati hrvatski fotograf i slikoputopisac Matija Pokrivka.